# Naufrage du Sewol
 (septembre 2023).
Le naufrage du Sewol s'est déroulé le 16 avril 2014, sur le trajet entre Incheon et Jeju en Corée du Sud. Le ferry a quitté le port d'Incheon vers 21 h le 15 au soir. Le lendemain, le Sewol a pris de la gîte aux alentours de 9 h alors qu'il transportait 476 personnes dont 325 lycéens du lycée Danwon, dans la ville d'Ansan. En tout, 304 passagers et membres d'équipage ont péri dans la catastrophe, 5 sont portés disparus,. Le bateau s'est incliné a 65 degrés et s'est complètement retourné vers 10 h 30. Des 172 survivants, plus de la moitié ont été secourus par des bateaux de pêche et par d'autres navires commerciaux arrivés sur la scène quelque 40 minutes avant la garde côtière sud-coréenne.
Le naufrage du Sewol a causé des réactions très vives en Corée du Sud. Des accusations ont visé le capitaine et les membres d'équipage ainsi que l'exploitant du ferry et les fonctionnaires responsables de la supervision de l'exploitation. Le gouvernement coréen a également été accusé d'une réponse inadéquate à la tragédie et de tentatives de minimiser sa responsabilité. Le 15 mai 2014, le capitaine et trois membres d'équipage ont été accusés de meurtre ; onze autres membres d'équipage ont été accusés d'avoir abandonné le navire. Un mandat d'arrêt a été émis contre Yoo Byung-eun, le propriétaire de Chonghaejin Marine, l'exploitant du Sewol, sans qu'une chasse à l'homme nationale ait pu aboutir. Le 22 juillet 2014, son corps sans vie a été retrouvé à 400 km de Séoul. La cause du décès est encore inexpliquée.
Le capitaine du ferry est condamné à 36 ans de prison en première instance le 11 novembre 2014, puis à perpétuité en appel le 28 avril 2015. Le chef mécanicien écope de 30 ans.

## Le naufrage

### L'accident
Le 15 avril 2014 le ferry Sewol appareille aux alentours de 21 h du port d'Incheon à destination de l'île de Jeju avec à son bord 476 passagers. La durée prévue du voyage est de 14 heures. Le 16 avril 2014 aux environs de 9 h, le navire effectue une embardée sur tribord ce qui aurait entraîné une forte gîte incontrôlée. Le navire s'immobilise en mer Jaune à environ 30 km au sud-ouest de l'île Jindo, située dans la province de Jeolla du Sud à l'extrémité sud de la Corée du Sud.
La gîte semble avoir entraîné le ripage de la cargaison de containers et de véhicules et le ferry a alors commencé à chavirer et à s'incliner dès 9 h 30 à 50°, puis se retrouva retourné complètement à 10 h 30,. Le navire coule progressivement par la poupe, jusqu'à ce que cette dernière touche le fond (profondeur de trente mètres). Aux environs de 11 h 18, le bateau est presque complètement submergé, seule la proue restant à la surface.
Le 18 avril 2014 à 13 h 0, le bateau est complètement immergé.

### Les passagers
Le ferry transportait 476 passagers et membres d'équipage, la majorité étant composée de lycéens, âgés de 17 ans pour la plupart, en voyage scolaire : 33 membres d'équipage, 325 lycéens d'une école de Ansan, 15 professeurs et 106 autres passagers, dont 4 Vietnamiens, 4 Chinois et 1 Russe,,,.

### Les causes
Les causes qui ont mené à l'accident ne sont pas établies officiellement à ce jour.
De prime abord, il apparaît que le navire avait une stabilité suffisante tant qu'on respectait les conditions indiquées dans son livret de stabilité. Les modifications de structure ont exigé une réduction de la capacité de chargement, dont la limite était désormais de 987 tonnes. Ceci a été notifié par la société de classification. Cependant, divers rapports officieux indiquent que le navire se serait trouvé fréquemment en surcharge.
Moon Ki-han, le vice-président de Union Transport Co., qui était le chargeur du navire, dit qu'il transportait un total estimé à 3 608 t, ce qui est beaucoup plus que ce qu'affichaient les documents précédents (150 voitures, 657 t de fret), un véhicule pesant approximativement 1 t. Kim Yung-rok raconte qu'un inspecteur de la société de classification, ayant examiné le navire au moment des modifications de fin 2012 début 2013, a trouvé que la position de son centre de gravité avait monté de 51 cm, et que sa capacité limite de chargement devrait être réduite de plus de la moitié (de 2 437  à   987 t). Le chargement du navire n'était pas en accord avec les critères imposés par la société de classification à la suite des modifications structurelles.
Le capitaine, expérimenté et ayant déjà effectué plus d'une vingtaine de fois ce trajet, n'était pas alors à la passerelle ; la troisième lieutenant de navigation assurait la conduite du ferry.
Le ferry a dévié de sa trajectoire pour des raisons non encore déterminées (manœuvre pour éviter une collision ou autre).
Il semble que le ferry se soit trouvé déstabilisé à la suite de ce changement de cap et aurait pris une forte gîte,,,. Cette gîte aurait alors entraîné un déplacement des véhicules situés dans le garage, augmentant celle-ci. On suppose que des véhicules sont alors tombés sur le côté (d'où le retentissement du bruit d'un choc, rapporté par les passagers) et ce déplacement de poids a amplifié le déséquilibre du navire. La cargaison de containers se serait également déplacée en partie. Cette thèse a été soutenue par Lee Sang-Yun (coréen : 이상윤), professeur et dirigeant de l'Institut technologique de l'environnement et de la marine de Pukyong National University.
Après analyse des transmissions du système d'identification automatique, les garde-côtes sud-coréens confirmèrent le 17 avril 2014 ce virage soudain, sans pour autant mentionner la surcharge de ce dernier dont elles n'auraient pas été tenues au courant.
Le navire, qui avait été modifié par l'ajout de cabines sur les ponts supérieurs, était réputé comme ayant depuis lors une stabilité marginale. Le capitaine en titre du navire, qui était en congé le jour du naufrage, affirme avoir averti la compagnie de ce fait. Une combinaison de facteurs reliés à la stabilité du navire comme une surcharge, des citernes à demi-pleines présentant un effet de carène liquide, ou encore une cargaison mal ou non arrimée, aurait provoqué le chavirement initié par la forte gîte non contrôlée lors de ce changement de cap imprévu.

## Le sauvetage

### L'intervention des secours
Un signal de détresse est émis près de l'île Gwanmaedo à 8 h (23 h 58 UTC, 15 avril 2014). Après une alerte lancée par le centre de trafic maritime local auprès des bateaux aux alentours pour venir en aide aux rescapés, beaucoup de passagers furent sauvés par des bateaux de pêche ou des navires de commerce.
Ils furent les premiers à venir sur place, et les secours, composés de bateaux et d'hélicoptères des garde-côtes sud-coréens et de la marine sud-coréenne, ont commencé à arriver sur les lieux moins de 30 minutes après l'alerte indiquant que le navire était en difficulté (aucun message Mayday n'a cependant été transmis),.
Il est surprenant de constater que malgré la météo clémente, la mise à l'eau de la quasi-totalité des radeaux de sauvetage que le navire possédait n'a pas été effectuée. Des photos et vidéos montrent entre autres qu'au moment où le pont de la passerelle arrive au niveau de la mer, la totalité des radeaux de sauvetage du côté bâbord sont encore en position.
En effet, l’équipage ne les a pas jetés à la mer dès qu’il lança le signal de détresse. Il aurait tenté d'y accéder vers 9 h 12, mais « le navire [était] trop incliné », selon un des marins rescapés. Un seul des 46 radeaux a pu être lancé à la mer,.

### L'espoir de retrouver des survivants
Puisqu'un système de sécurité a permis de fermer les portes étanches aux divers étages du ferry, il a été imaginé que les passagers qui ont été pris au piège soient potentiellement encore vivants grâce à la présence de poches d'air. Cependant, les plongeurs n'ont trouvé aucune poche d'air par la suite.
Certains compartiments ont donc dû être complètement submergés, noyant les passagers, ou au mieux partiellement inondés. Cependant, la température de l'eau est d'environ 12 °C, pour laquelle l'état d'hypothermie est atteint en seulement 90 minutes.
De plus, bien que les poches d'air aient pu les sauver temporairement, l'oxygène présent a dû être consommé en un certain laps de temps (évalué à environ 72 heures selon les experts). C'est pourquoi il a été injecté de l'oxygène à haute pression dans l'espoir que les passagers puissent survivre.
Enfin, la présence d'eau potable et de nourriture reste inconnue.
Malheureusement, plusieurs difficultés ont été rencontrées pour effectuer le sauvetage. Premièrement, les conditions sous-marines sont difficiles, puisque la vitesse des courants marins à cet endroit reste élevée (8 km/h), l'opacité due aux sédiments rend la visibilité exécrable, et la profondeur (jusqu'à 30 m), où la pression reste élevée (jusqu'à 4 bars) et où l'obscurité est totale, rendent l'intervention des nageurs professionnels limitée, voire impossible. Ils ont toutefois réussi à y pénétrer le 18 avril 2014 à 10 h 50.
Deuxièmement, la particularité de la position du bateau, sa taille et la difficulté de toute opération nécessitent des moyens impressionnants : 3 grues maritimes de 2 000  à   3 000 tonnes ont été déployées pour essayer de rehausser le navire de 2 à 3 mètres avec l'accord des plongeurs si l'opération est sécurisée.
Un renflouage n'est au départ pas prévu, et envisagé que lorsqu'il sera admis qu'aucun survivant ne soit plus à bord. Le délai prévu pour réaliser cette action est estimé à deux mois. Le navire ne sera finalement renfloué que trois ans plus tard.
Lorsque le Sewol était en train de couler, des textos ont cru être envoyés de la part des passagers. Cependant, des enquêtes ultérieures du Cyber Terror Response Center ont signalé que les survivants n'avaient pas utilisé leurs téléphones entre le 16 avril 2014 à 12 h 0 et le 17 avril 2014 à 10 h 0. Ils ont donc déterminé que tous les textos rapportés étaient faux.

### Les survivants et les corps retrouvés
Le directeur d'école adjoint Kang Min-kyu, âgé de 52 ans, qui assista à la mort de nombreuses victimes, a réussi à être sauvé du bateau. Cependant, il s'est suicidé en se pendant à un arbre à Jindo, près du gymnase où les proches des victimes étaient logés. Une lettre a été découverte par la police dans son porte-feuille dans laquelle il explique qu'il se sent responsable de l'organisation de ce voyage : « survivre seul est trop douloureux alors que 200 vies sont portées disparues… J'en prends toute la responsabilité. »
Il y exprime ainsi sa dernière volonté : qu'il soit incinéré et que ses cendres soient dispersées sur le site de l'accident, « pour [qu'il] puisse être le professeur au paradis de ces enfants disparus. »
Aucun passager qui a été pris au piège par le Sewol n'a été retrouvé vivant par les plongeurs. En effet, les passagers qui ont survécu sont ceux qui ont été récupérés juste après le naufrage.
En date du 22 juillet 2014, le nombre de décès était de 294 (avec la récupération du corps du dernier membre d'équipage), et 10 disparus (sans égard pour les deux plongeurs décédés au cours des opérations de recherches).
En date de 2019, le nombre total de victimes était de 299, 5 disparus, 2 plongeurs. Il y a 172 survivants, incluant le directeur d'école adjoint Kang Min-kyu.

## Les erreurs humaines

### L'équipage
Le texte suivant est basé sur l'interprétation de différents témoignages et n'a pu être vérifié. L’équipage semble avoir eu des difficultés certaines pour gérer cette situation de crise. Le code international de gestion de la sécurité (code ISM) était pourtant certainement en vigueur à bord,.
L’enregistrement des conversations entre les garde-côtes et l'équipage démontre qu'il n'y a pas eu de délais importants dans la transmission des informations essentielles. On peut entendre l'officier du Sewol signaler que le navire est en mauvaise posture (sans cependant utiliser le préfixe mayday). Le centre de trafic maritime a transmis un appel à tous et de nombreux navires commerciaux, de pêche et de plaisance ont répondu à cet appel des garde-côtes. Le centre de trafic a été tenu informé des difficultés croissantes du Sewol dont, entre autres, l'impossibilité d'évacuer avec les radeaux de sauvetage en raison de la gîte prononcée. À la suggestion du Centre de trafic d'informer les passagers de revêtir leur gilet de sauvetage et de se préparer à sauter à la mer, le Sewol a répondu qu'il était impossible de communiquer avec les passagers.
Les images et des enregistrements de passagers indiquent que le système d'intercom fonctionnait au début de l'urgence. Les passagers ont rapporté que les annonces en boucle des membres d'équipage leur indiquaient de ne pas bouger, alors que le bateau était en train de chavirer. Effectivement, les images du sauvetage montrent que très peu de passagers sont sortis sur les ponts extérieurs. Il n'y avait personne sur le pont supérieur.
Autre fait étonnant, plusieurs déclarations de membres d'équipage, incluant le commandant, ainsi que des passagers, laissent supposer qu'on se fiait uniquement aux efforts de la Garde côtière pour effectuer le sauvetage des occupants du ferry.

#### Le capitaine
Le capitaine n’était pas à la passerelle au moment du drame, ce qui n'est pas anormal en soi. La conduite du navire était sous l'autorité du chef de quart, en l'occurrence, la troisième lieutenant. Aucune explication jusqu'à maintenant n'a été donnée pour expliquer ce brusque changement de route. Un changement de route peut être effectué volontairement pour éviter une collision avec un autre mobile ou une épave en surface. On peut supposer beaucoup de choses comme un bris mécanique, une faille du pilote automatique, etc. On ne sait toujours pas si le navire a pris de la gîte à la suite d'un changement de cap ou si une prise de gîte causée par quelque chose a engendré un changement de cap. Lors du naufrage, le gouvernail a été aperçu incliné vers tribord de quelques degrés seulement.
Le commandant aurait soi-disant tenté de réduire la gîte mais sans succès. Le capitaine aurait demandé que tous les passagers demeurent à leur place, supposément en raison de la forte gîte. La culture des passagers coréens laisse supposer que ceux-ci ont obéi aux ordres et que peu d'entre eux ont réagi devant l'urgence de la situation qui se dégradait rapidement. On sait que certains membres d'équipage ont incité des passagers à abandonner le navire mais on ne sait pas s'il s'est agi d'initiatives personnelles, ou si c'était en réponse aux instructions du commandant. On ne semble pas avoir fait d'effort pour libérer les radeaux de sauvetage que le navire possédait et seuls deux radeaux ont effectivement été libérés mais par un sauveteur de la garde côtière coréenne, comme en fait foi une vidéo. Les passagers qui ont attendu des instructions qui sont venues trop tard (instruction d'évacuer alors que le bateau était incliné à 85°) sont restés piégés à l’intérieur du navire.
Des passagers ont déclaré aux enquêteurs que plusieurs membres de l'équipage semblaient en panique devant la situation. Le commandant et deux autres membres d'équipage qui se trouvaient dans la timonerie ont été sauvés par un navire garde-côte alors que la gîte atteignait environ 60 degrés et que le navire se retournait lentement. Les images vidéo démontrent que le commandant a quitté le bord avec deux de ses subalternes qui l'ont suivi de quelques secondes.

#### Les autres membres
Au moins une jeune intérimaire de 23 ans, qui a péri lors du naufrage, a été vue assistant les passagers. Elle aurait insisté pour qu’un message d’évacuation d’urgence soit transmis à l’ensemble des passagers (à vérifier). Elle aurait dit aux passagers qu’elle assistait qu’elle « ne partirait que lorsqu’il n’y aurait plus aucun passager à bord ». Un autre marin rescapé par un zodiac a insisté pour retourner afin d'aider au sauvetage et indiquer les portes d'évacuation aux sauveteurs.

### Les passagers
Dans le cas de situation d’urgence, il est vrai qu’il est demandé aux passagers de rester calmes et de suivre les instructions. Il est normalement reconnu que le meilleur bateau de sauvetage demeure le navire lui-même et le commandant ne prendra toujours qu'à la dernière minute la décision de l'abandonner, surtout s'il a des passagers à son bord. Cependant, une situation peut vite se dégrader, compliquant cette évacuation, surtout si le système de communication interne tombe en panne, que l'éclairage est interrompu et que les ponts inclinent de plus en plus.
Les passagers ont rapporté les annonces en boucle, à intervalle régulier, des membres d'équipage, leur indiquaient de ne pas bouger, alors que le bateau était en train de couler. La majorité d’entre eux a donc sagement suivi les instructions, et en particulier les lycéens. Certains ont même réussi à filmer avec leurs téléphones depuis leurs cabines, montrant que la plupart n’étaient même pas au courant que le bateau était en train de couler.
Lorsque les secours sont arrivés, le bateau était trop incliné pour permettre aux étudiants de s’échapper. Par ailleurs, il est possible de distinguer sur une vidéo du sauvetage filmée par hélicoptère un passager frappant à la fenêtre, alors que quelques mètres plus loin certains voyageurs se faisaient secourir.
Les passagers qui ont réussi à survivre sont donc, paradoxalement, ceux qui ont désobéi aux ordres.

### Sauvetage
Le sauvetage des 172 passagers et marins a donc été le résultat d'une coordination des ressources de passage (bateaux de pêche et autres navires commerciaux) et de la réponse rapide des différentes unités des garde-côtes coréens et de la Marine coréenne. Des bateaux de petites dimensions n'ont pas hésité à accoster le Sewol malgré le fait qu'il chavirait lentement, afin de récupérer le plus rapidement possible les naufragés qui apparaissaient sur les ponts. Au moins deux hélicoptères sont rapidement parvenus sur les lieux, et leurs équipages n'ont pas hésité à prendre le risque de faire des opérations simultanées d'hélitreuillage malgré le peu d'espace à leur disposition. Les communications efficaces du centre de trafic maritime local ont certainement eu un impact favorable dans les opérations de recherche et de sauvetage.
Malgré tout, plusieurs témoignages laissent supposer qu'on croyait que c'était la responsabilité des garde-côtes d'aller à l'intérieur du navire qui chavirait pour récupérer les passagers. La forte gîte que le navire avait lors de l'arrivée des premiers secours peut expliquer en partie la difficulté pour les passagers de sortir sur les ponts extérieurs. Comme les instructions initiales données par l'équipage demandaient aux passagers de rester à l'intérieur, il apparait évident que ce facteur a été le plus significatif pour expliquer le nombre élevé de victimes.

### Le gouvernement

#### Les médias et la transmission d'informations fausses, voire contradictoires
Initialement, le gouvernement déclara que les 368 passagers furent sauvés, principalement des lycéens, et qu'ils avaient sauté par-dessus bord alors que le bateau était en train de couler. Mais il revint sur ses déclarations en précisant que 295 personnes étaient en fin de compte portées disparues.

#### Assistance refusée
Après que l’US Navy fit parvenir son navire USS Bonhomme Richard (de classe Wasp) pour participer au sauvetage,, ses hélicoptères ne reçurent pas le consentement de la marine sud-coréenne.
Le Japon proposa aussi ses services, mais les garde-côtes sud-coréens refusèrent leur offre expliquant que, bien qu'elle soit la bienvenue, ils n'en avaient pas le besoin.
Cet état de fait n'est pas anormal en soi. L'espace aérien était très restreint et le centre de coordination de sauvetage coréen avait déjà détourné des navires commerciaux. Une fois le navire retourné et le fait qu'il ne restait plus de survivants à la surface de la mer, les efforts ont été concentrés pour des recherches sous-marines dans l'épave. Les images vidéo montrent qu'il y avait suffisamment de ressources sur place.

#### Le manque d'anticipation des situations de crise
La responsabilité du ministère de la sécurité et de l'administration publique a été donnée à M. Kang Byung-kyu alors qu’il n’est pas un expert dans ce domaine.
Le Premier ministre Chung Hong-won démissionne même le 27 avril 2014. Il avoue qu’ « une grande variété d’irrégularités se sont poursuivies dans toutes les sphères de notre société, et des pratiques ont échoué ». Il « espère que ces malaises, profondément ancrés, seront rectifiés ».
Même si le code maritime de la Corée du Sud s'inspire des conventions internationales comme SOLAS, il contient également des particularités propres à ce pays. Certains aspects de la réglementation maritime internationale ne sont pas nécessairement en vigueur en Corée du Sud.

## Entre choc et mémoire

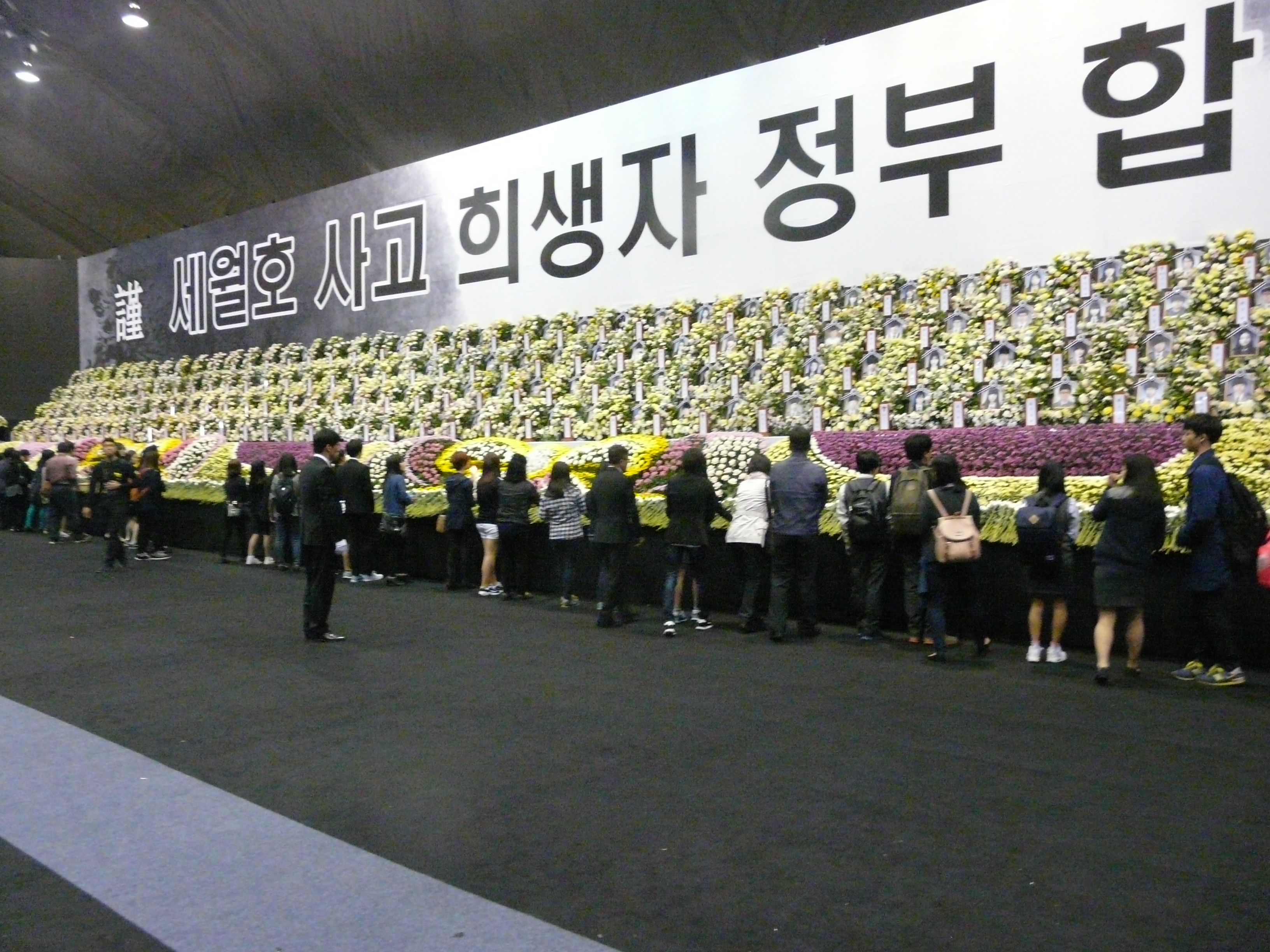
Une cérémonie à la mémoire des disparus.

Même si cette catastrophe est devenue un traumatisme national, elle n’est cependant pas la première en Corée du Sud. En 1993, le naufrage du ferry Seohae a causé la mort de 293 passagers ; en 1995, le grand magasin Sampoong de Séoul, mal conçu, s'effondre en faisant plus de 500 morts ; en 2003, l'incendie du métro de Daegu, bien que d’intention criminelle, cause la mort de 193 personnes.
En 2014, la Corée du Sud figure en tête du classement des pays de l'OCDE en termes de nombre de décès par accident.
Un mémorial a été érigé au sein du lycée d'où venaient la grande majorité des jeunes victimes.

## Les interrogations sur la société coréenne et l'incompréhension des Sud-Coréens
Cette catastrophe résulte principalement d'un enchaînement de défaillances. Elle remet également en cause profondément le fonctionnement de la société coréenne.
Cette dernière est restée « proche de celle de la dynastie Choson [1392–1910] » selon Jasper Kim (en), dirigeant de l'Institut de recherche Asie-Pacifique global de Séoul. C’est pourquoi les Coréens sont profondément attachés au respect obsessionnel de la hiérarchie.
Cette tradition confucéenne a permis de maintenir la société coréenne très unie et a contribué au développement rapide du pays.
Mais le capitalisme néolibéral, qui a surtout été prôné et développé depuis 1980, a permis à une poignée d'entreprises, ou plus précisément les chaebols (coréen : 재벌, hanja: 財閥), de détenir la majeure partie du PIB du pays.
Les Sud-Coréens ont du mal à comprendre qu'une tragédie d'une telle ampleur ait pu avoir lieu dans leur pays, qui a théoriquement les capacités de se prémunir contre de tels accidents. Les parents des victimes, la presse et l'opinion publique expriment leur incompréhension, leur colère et leur douleur dans de violentes critiques adressées aux autorités, qu'il s'agisse du gouvernement, des garde-côtes, des secouristes ou de la compagnie du ferry.
Le 19 mai, la présidente de la Corée du Sud, Park Geun-hye, annonce la dissolution de la Garde côtière de la Corée du Sud : « J'ai décidé de dissoudre le corps des garde-côtes », a déclaré la chef de l'État lors d'un discours télévisé au cours duquel elle a également assumé la responsabilité ultime du gouvernement dans cette catastrophe. « En tant que présidente responsable de la vie et de la sécurité des Sud-Coréens, je présente mes excuses les plus sincères pour toutes les souffrances infligées à la population », a-t-elle ajouté. Park Geun-Hye avait présenté à plusieurs reprises ses excuses depuis le naufrage, mais c'est la première fois qu'elle a assumé la responsabilité directe de ce drame. Dans son discours, elle souligne le fiasco de la réponse des garde-côtes tout de suite après le naufrage, qui avait eu lieu vers 9 h du matin, à quelques kilomètres de la côte méridionale de la Corée du Sud. Elle reconnaît les doléances des proches des victimes, qui affirment que de nombreuses vies auraient pu être sauvées si les secours s'étaient montrés plus efficaces. Elle annonce que les activités relevant des garde-côtes en Corée du Sud seront scindées : l'enquête sera reprise par la police et les patrouilles maritimes confiées à un nouveau ministère, le ministère de la Sécurité nationale.

## L'enquête
Ce drame national fait aujourd'hui l'objet d'une enquête par l'association des propriétaires de bateaux de Corée mais certains craignent le conflit d'intérêts.

### L'équipage
Une enquête a été lancée à la suite de l'accident, et les accusations se portent principalement sur le capitaine Lee Joon-seok,.
Il est poursuivi pour les chefs d'accusations suivants : négligence et carence dans la sécurité des passagers en violation du code maritime, et abandon du navire.
Ceux d’homicides multiples et de naufrage restent encore en suspens.
Six membres de l'équipage sont aussi arrêtés, dont trois officiers et un mécanicien du ferry.
La Convention internationale sur la Sauvegarde de la vie humaine en mer (Safety Of Life At Sea) ou SOLAS spécifie que le commandant est responsable de la sauvegarde et de la sécurité de son navire et des personnes qui s'y trouvent. Cependant, la plupart des codes maritimes des nations exploitant des navires ne spécifient pas que le commandant doit être la dernière personne à quitter un navire en détresse. Le commandant a ainsi la liberté d'embarquer dans une embarcation de sauvetage ou un navire à proximité s'il est en meilleure position pour coordonner les opérations de secours. Le code maritime de la Corée du Sud est toutefois beaucoup plus explicite. Il donne le pouvoir aux autorités de procéder à l'arrestation d'un commandant qui quitte son navire et ses occupants au moment d'une crise.

### L'armateur: Cheonghaejin Marine Company
Les enquêteurs perquisitionnent la compagnie maritime Cheonghaejin Marine Company qui possède le Sewol. L'enquête porte sur des soupçons de « corruption au sein de la direction », a indiqué à l'AFP Kim Hoe-Jong, un des juges chargés de l'affaire. Plus de 70 responsables de la compagnie sont interdits de sortie du territoire pendant au moins trente jours. Selon un article du journal coréen Hankyoreh paru le 23 avril[réf. souhaitée], la « gestion de la compagnie [était] orientée vers l’enrichissement au détriment de la sécurité des passagers »,,.

### Le propriétaire
Yoo Byung-eun (coréen : 유병언), connu sous le nom d'Ahae (coréen : 아해 ; français : Petit enfant) en tant que célèbre photographe sud-coréen qui exposa notamment aux Tuileries à Paris en 2012 et au château de Versailles en 2013, serait fortement impliqué dans cette catastrophe. En effet, Ahae, avant d'être un artiste (il aurait cependant alloué les services d’un photographe), est un homme d'affaires milliardaire sud-coréen.
Ces expositions furent entièrement financées par la société Ahae Press France, pour lesquelles des dons de plusieurs millions d'euros ont été transmis au Louvre,. L'origine de sa fortune est incertaine. Il est le propriétaire de la Cheonghaejin Marine Company, à laquelle appartient le Sewol.
Yoo Byung-eun est ou fut également prédicateur évangélique. Il aurait co-fondé puis dirigé l'Evangelical Baptist Church (EBC), considérée comme une secte. Il fut impliqué en 1987 dans le suicide collectif d'une trentaine d'adeptes,. Il est accusé aussi d'avoir réalisé des détournements de fonds.
Le cadavre de Yoo Byung-eun, le propriétaire présumé de Chonghaejin Marine, opérateur du ferry Sewol, a été découvert le 12 juin 2014 à Suncheon, dans la province de Jeollah du Sud, à trois cents kilomètres au sud de Séoul. L'information a été donnée le 22 juillet 2014 par la police sud-coréenne. Yoo Byung-eun faisait l'objet d'un mandat d'arrêt depuis le 22 mai.

## Le jugement
Le 11 novembre 2014, le capitaine du ferry est condamné à 36 ans de prison. Le chef mécanicien écope de 30 ans.
Le 28 avril 2015, la justice alourdit la peine du capitaine, Lee Jun-Seok, et le condamne à la prison à perpétuité.